# لیچفیلد
 لیچفیلد  (به انگلیسی: Lichfield) شهری است در واقع شهرستان استافورشایر در ناحیه میدلند غربی در کشور انگلستان. جمعیت این شهر ۳۰٬۰۵۰ نفر است.

## نگارخانه

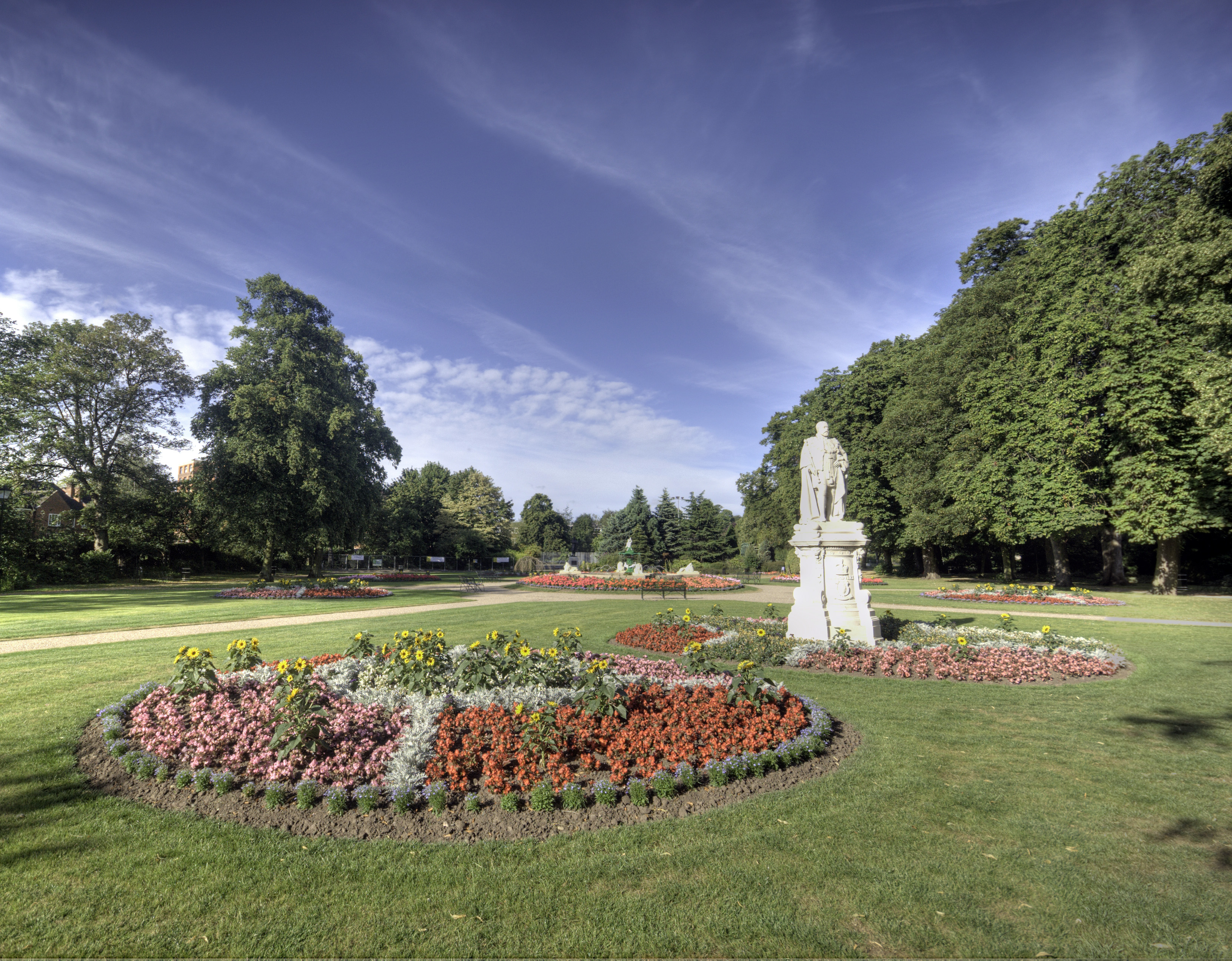
بیکون پارک
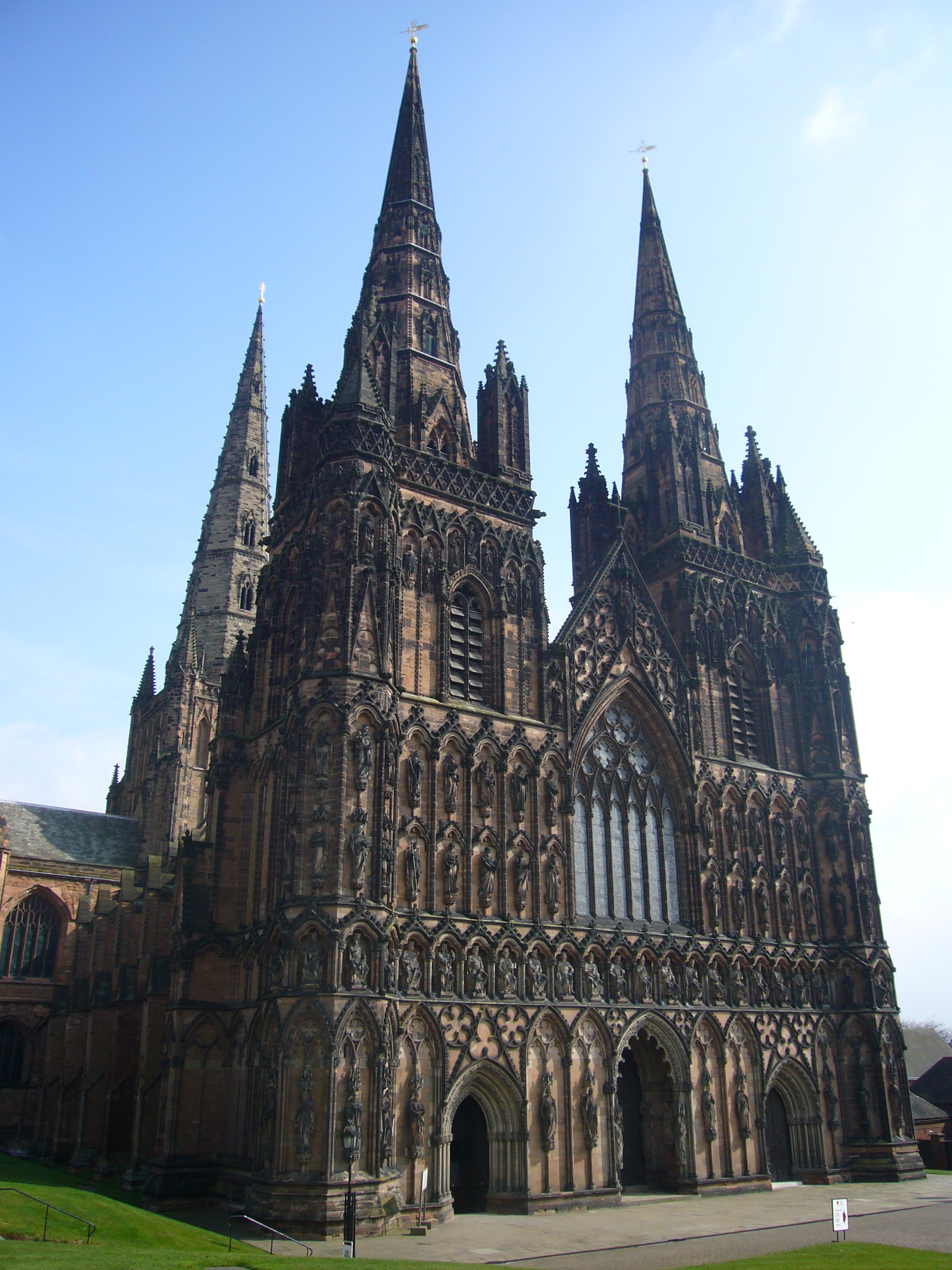
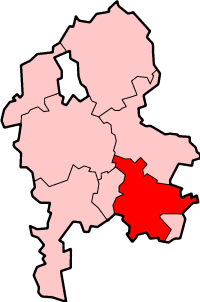